# Індепенденс (Юта)
Індепенденс (англ. Independence) — місто (англ. town) в США, в окрузі Восач штату Юта. Населення — 121 особа (2020).

## Географія
Індепенденс розташований за координатами 40°24′41″ пн. ш. 111°17′45″ зх. д. / 40.41139° пн. ш. 111.29583° зх. д. (40.411457, -111.295814).  За даними Бюро перепису населення США в 2010 році місто мало площу 79,24 км², уся площа — суходіл.

## Демографія
Згідно з переписом 2010 року, у місті мешкали 164 особи в 51 домогосподарстві у складі 41 родини. Густота населення становила 2 особи/км².  Було 66 помешкань (1/км²).
Расовий склад населення:
| - 98,2 % — білих - 0,6 % — азіатів |

До двох чи більше рас належало 0,6 %. Частка іспаномовних становила 9,8 % від усіх жителів.
За віковим діапазоном населення розподілялося таким чином: 29,9 % — особи молодші 18 років, 62,8 % — особи у віці 18—64 років, 7,3 % — особи у віці 65 років та старші. Медіана віку мешканця становила 35,0 року. На 100 осіб жіночої статі у місті припадало 90,7 чоловіків;  на 100 жінок у віці від 18 років та старших — 98,3 чоловіків також старших 18 років.
За межею бідності перебувало 8,1 % осіб, у тому числі 0,0 % дітей у віці до 18 років та 5,4 % осіб у віці 65 років та старших.
Цивільне працевлаштоване населення становило 119 осіб. Основні галузі зайнятості: мистецтво, розваги та відпочинок — 26,9 %, освіта, охорона здоров'я та соціальна допомога — 26,1 %, роздрібна торгівля — 18,5 %.